# Cierre parcial del Gobierno Federal de los Estados Unidos de 2018-2019
El cierre parcial del Gobierno de Estados Unidos o shutdown  de 2018-19 se produjo entre el 22 de diciembre de 2018 y el 25 de enero de 2019. Consistió en la suspensión de las funciones gubernamentales en una serie de áreas de la administración pública. El entonces presidente Donald Trump decretó el cierre tras la negativa del Congreso a la aprobación de fondos para construir un nuevo muro entre EE.UU. y México. El cierre podría costar miles de millones de dólares.

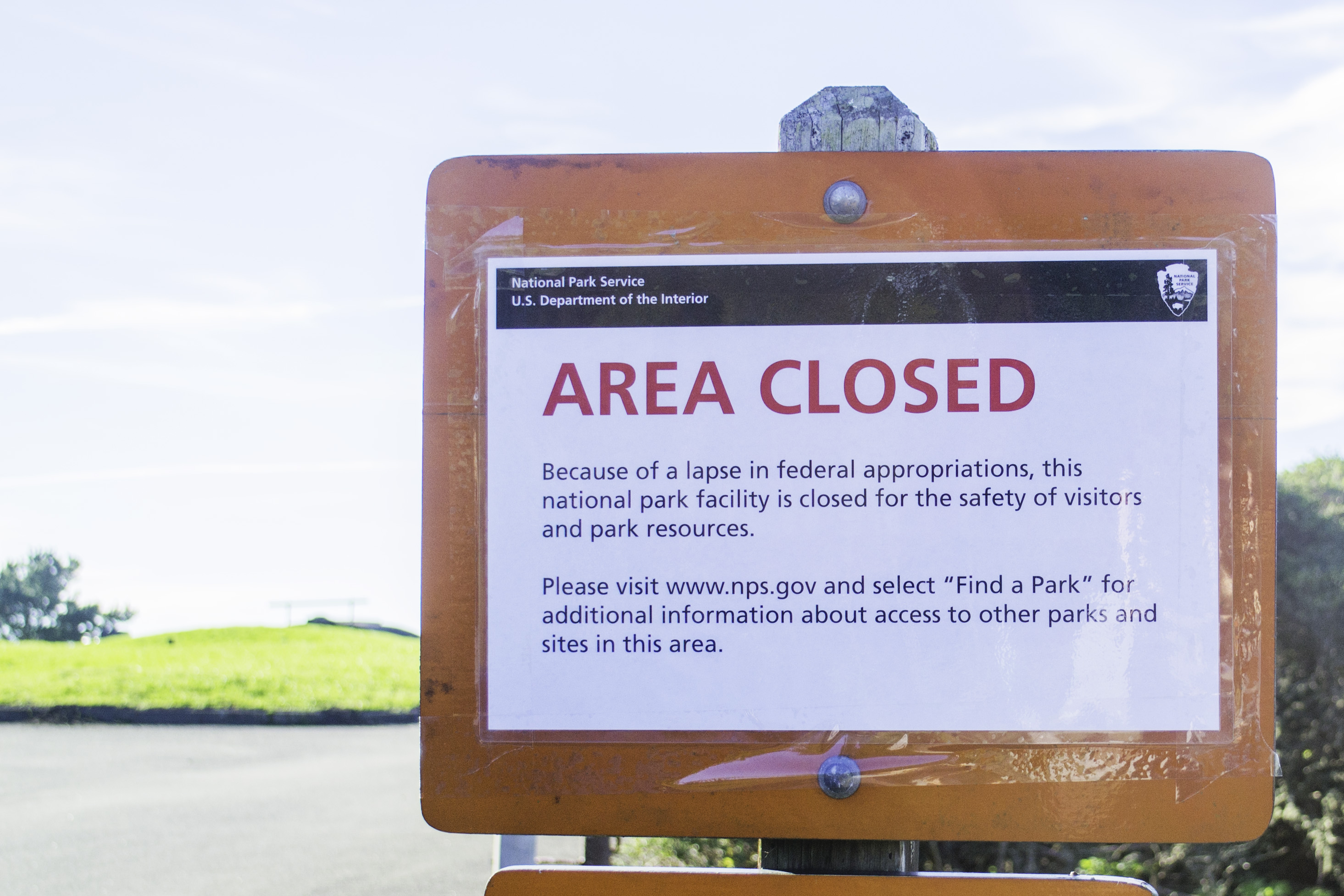
Muir Beach en San Francisco, California cerrada por el cierre del gobierno en diciembre de 2018

## Antecedentes
Durante la campaña electoral del 2016, Trump prometió repetidamente construir un "muro grande y hermoso" a lo largo de la frontera entre México y Estados Unidos que México pagaría por completo. México rechazó la idea de proporcionar fondos para un muro fronterizo de los Estados Unidos. En 2018, Trump solicitó $ 18 mil millones en fondos federales para unas 700 millas de barrera en la frontera, principalmente para reemplazar 654 millas de cerco de envejecimiento construido bajo la Ley de Cercas Seguras de 2006. El 25 de diciembre de 2018, Trump cambió de rumbo, sugiriendo que podría aceptar de 500 a 550 millas de cualquiera de las dos barreras restauradas en su mayoría (en lugar de nuevas barreras en lugares que no las tenían anteriormente) para noviembre de 2020. Las propuestas y declaraciones públicas de Trump en el muro han cambiado ampliamente con el tiempo, con propuestas variadas en cuanto al diseño, material, longitud, altura y anchura de un muro.
En septiembre de 2018, el Congreso aprobó dos proyectos de ley de apropiación de "minibuses" para el presupuesto federal del año fiscal 2019, que comenzaron el 1 de octubre de 2018. Estos proyectos de ley combinaron cinco de los 12 proyectos de ley de asignaciones regulares que cubren el 77% de los fondos federales discrecionales, e incluyeron una Resolución hasta el 7 de diciembre para las agencias restantes. El 6 de diciembre, el Congreso aprobó una segunda resolución continua al 21 de diciembre para dar más tiempo a las negociaciones sobre el muro fronterizo propuesto por Trump, que se había retrasado debido a la muerte y al funeral de estado de George H. W. Bush.
Un proyecto de ley de asignaciones de Seguridad Nacional del Senado, negociado por ambas partes y reportado por el comité al Senado, proporcionó $ 1.6 mil millones para la seguridad de la frontera, incluidos fondos para "aproximadamente 65 millas de cercas peatonales a lo largo de la frontera suroeste en el Sector del Valle del Río Grande". El proyecto de ley no recibió una votación en el Senado, aunque el líder demócrata de la Cámara de Representantes, Steny Hoyer, indicó que tal propuesta podría ser aceptable para los demócratas de la Cámara de Representantes. El líder de la minoría en el Senado, Chuck Schumer (D.-N.Y.) dice que el Partido Demócrata no apoyará $ 5.7 mil millones para el muro fronterizo. En una conferencia de prensa antes del cierre del gobierno, señala que “nuestra posición es de $ 1,600 millones para la seguridad de la frontera negociada por demócratas y republicanos. Creemos que es el camino correcto a seguir. ... "

### Inicio del Cierre de la Administración
El 11 de diciembre, Trump sostuvo una reunión televisada con la portavoz designada Nancy Pelosi y el líder de la minoría del Senado Chuck Schumer en la que les pidió que apoyen $ 5.7 mil millones en fondos para un muro fronterizo. Rechazaron las demandas de Trump y se produjo una discusión en la cual Trump dijo: "Estoy orgulloso de cerrar el gobierno por la seguridad de la frontera ... Yo seré el que cierre [el gobierno]. No voy a culparlo por eso". Es ... Tomaré el mando. Yo seré quien lo cierre ". Schumer respondió: "No debemos cerrar el gobierno por una disputa".
Tres días después, el político informó que Trump estaba dispuesto a firmar un proyecto de ley sin financiamiento para un muro fronterizo que retrasó el cierre del gobierno en 2019 y el nuevo Congreso. El 18 de diciembre, luego de una reunión con Trump, el líder de la mayoría en el Senado, Mitch McConnell, dijo que el gobierno no cerraría el 22 de diciembre y que Trump era "flexible" sobre la financiación de un muro fronterizo. El presidente del Comité de Apropiaciones del Senado, Richard Shelby, comentó que la resolución más probable era un proyecto de ley que financió al gobierno hasta principios de febrero. Schumer agregó que su asamblea presidencial consideraría "muy seriamente" un proyecto de ley de este tipo y el látigo de la mayoría en el Senado John Cornyn dijo: "No conozco a nadie en la colina que quiera un cierre, y creo que todos los asesores del presidente le están diciendo que esto no sería bien ".
Al día siguiente, el Senado aprobó por unanimidad una segunda resolución continua (H.R.695) que duró hasta el 8 de febrero de 2019. Pelosi anunció que los demócratas de la Cámara de Representantes apoyarán tal medida, lo que significa que se aprobará en la Cámara de Representantes incluso después de la oposición de los republicanos conservadores. Sin embargo, el 20 de diciembre, tras las crecientes críticas de los medios conservadores, los expertos y las figuras políticas, Trump invirtió su posición y declaró que no firmaría ningún proyecto de ley de financiamiento que no incluyera el financiamiento del muro fronterizo. La Cámara luego aprobó una versión de la resolución continua más tarde ese día que agregó $ 5 mil millones para el muro y $ 8 mil millones en ayuda por desastre. Las negociaciones en el Senado no llevaron a un acuerdo sobre la aprobación de una resolución continua ese día. La cambiante posición de Trump causó consternación entre los republicanos del Senado. Cuando los reporteros le preguntaron cuál era el camino a seguir, el senador de Tennessee, Bob Corker, se echó a reír: "No lo sé. Todos se divierten. Me estoy preparando para ir a Chattanooga ... No se puede hacer esto. "
El cierre comenzó el 22 de diciembre de 2018. y Trump anunció que cancelaría su viaje planeado a Mar-a-Lago para Navidad y se quedaría en Washington, DC. Se esperaba que el significado del término "muro" fuera un aspecto de las negociaciones.

## Cierre de la Administración

### Congreso 115

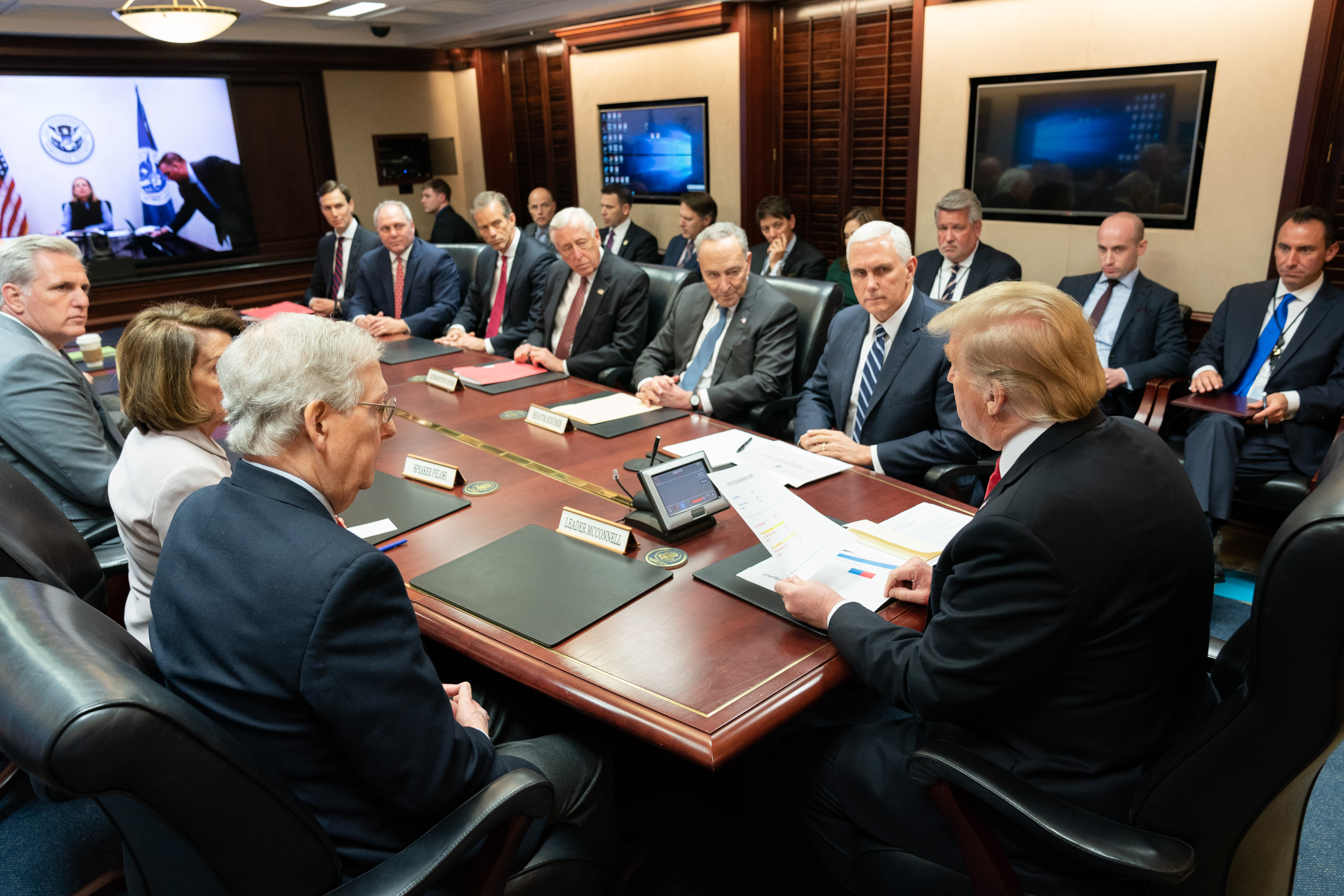
Trump reunido con el líder de congreso en el 2 de enero de 2019

El congreso se suspendió el 22 de diciembre para las fiestas navideñas y fin de año, y muchos pronosticaron que el cierre no se resolvería hasta el inicio del 116 ° Congreso. El Senado volvió a reunirse el 27 de diciembre durante cuatro minutos, con el senador republicano Pat Roberts (R-KS) presidiendo la sesión. La Cámara también volvió a reunirse brevemente, con el látigo de la mayoría republicana Steve Scalise (R-LA) diciendo que los miembros no deben esperar más votos para el resto de 2018. El Representante Jim McGovern (D-MA) fue a la Cámara de Representantes para tratar de forzar consideración de un proyecto de ley de financiamiento a corto plazo para poner fin al cierre que el Senado ya había aprobado, pero el Presidente Paul Ryan se negó a dejarlo hablar.
Luego, el Congreso se aplazó nuevamente hasta el 31 de diciembre de 2018 para una sesión pro forma. El 2 de enero de 2019, el último día completo del 115º Congreso de los Estados Unidos, hubo una sesión pro forma programada para durar varios minutos.

### Congreso 116
El nuevo Congreso prestó juramento el 3 de enero de 2019, y el primer asunto en la Cámara de Representantes después de jurar a los nuevos miembros y elegir al Orador fue una resolución continua para financiar el Departamento de Seguridad Nacional hasta el 8 de febrero (HJRes. 1), que fue aprobada por una votación de 239–192; y un paquete que combina cinco proyectos de ley de apropiación que financian al resto del gobierno por el resto del año fiscal (H.R. 21), aprobado por una votación de 241–190. Los proyectos de ley contenían $ 1.3 mil millones de fondos para la seguridad fronteriza, pero no fondos adicionales para un muro fronterizo.
A partir del 9 de enero, la Cámara controlada por los demócratas votó individualmente cuatro proyectos de ley de asignaciones:
Ley de Servicios Financieros y Asignaciones Gubernamentales Generales, 2019 (HR 264) - proyecto de ley para restablecer las asignaciones al Tesoro (incluido el Servicio de Impuestos Internos), el poder judicial federal, el Distrito de Columbia y varias agencias independientes, incluida la Comisión Federal de Comunicaciones, Federal Comisión de Comercio, Administración de Servicios Generales, y Comisión de Valores y Bolsa. La Cámara aprobó la legislación el 9 de enero, en una votación de 240-188, con todos los demócratas y ocho republicanos votando que sí, y todos los demás republicanos votando no.
Ley de Asignaciones de Agricultura, Desarrollo Rural, Administración de Alimentos y Drogas y Agencias Relacionadas, 2019 (H.R. 265) - proyecto de ley para restablecer las asignaciones al USDA (incluidos los cupones de alimentos), la Administración de Alimentos y Drogas y entidades relacionadas. El 10 de enero, la Cámara aprobó este proyecto de ley 243-183.
Ley de Asignaciones de Transporte, Vivienda y Desarrollo Urbano y Agencias Relacionadas, 2019 (H.R. 267) - proyecto de ley para restaurar Transporte y Desarrollo de Vivienda y Urbanismo (incluidos algunos programas de hipotecas federales). El 10 de enero, la Cámara aprobó este proyecto de ley 244-180.
Ley de Asignaciones del Departamento del Interior, Medio Ambiente y Agencias Relacionadas, 2019 (H.R. 266): proyecto de ley para restablecer las asignaciones al Departamento del Interior, la Agencia de Protección Ambiental y otras agencias, incluida la Smithsonian Institution. El 11 de enero, diez republicanos de la Cámara votaron con los demócratas en una votación de 240-179 para poner fin al cierre de los programas del Interior y Medio Ambiente. Fue la más reciente de una "serie de medidas de apropiación independientes" que la Cámara envió al Senado.
Esta estrategia ha sido comparada con una utilizada por los republicanos durante el cierre de 2013 en forma de una serie de catorce mini resoluciones continuas.
El líder de la mayoría en el Senado, Mitch McConnell, prometió que el Senado no consideraría los proyectos de ley de la Cámara de Representantes para reabrir al gobierno, indicando que los republicanos del Senado no apoyarían ningún proyecto de ley a menos que contara con el apoyo de Trump. En enero de 2019, McConnell y los republicanos del Senado sufrieron una mayor presión para romper el punto muerto y reabrir el gobierno. Tres senadores republicanos, Susan Collins de Maine, Lisa Murkowski de Alaska y Cory Gardner de Colorado, pidieron que se pusiera fin al cierre. Los senadores Collins y Gardner dijeron que apoyaban los proyectos de ley del presupuesto de la Cámara para poner fin al cierre. La senadora por Virginia Occidental Shelley Moore Capito dijo que podría apoyar el cierre de la parada si las conversaciones sobre el muro fronterizo continúan. Pat Roberts, de Kansas, dijo que los cierres "nunca funcionan" y que solo convirtieron a los trabajadores federales afectados en "peones" y que, aunque todavía no había llegado el momento de que los republicanos del Senado anulen cualquier posible veto de Trump y terminen el cierre ", estamos llegando bastante cerca".
El 16 de enero, McConnell volvió a bloquear los proyectos de ley de la Cámara de Representantes para reabrir la posibilidad de que el gobierno sea considerado en el Senado.

## Consecuencias

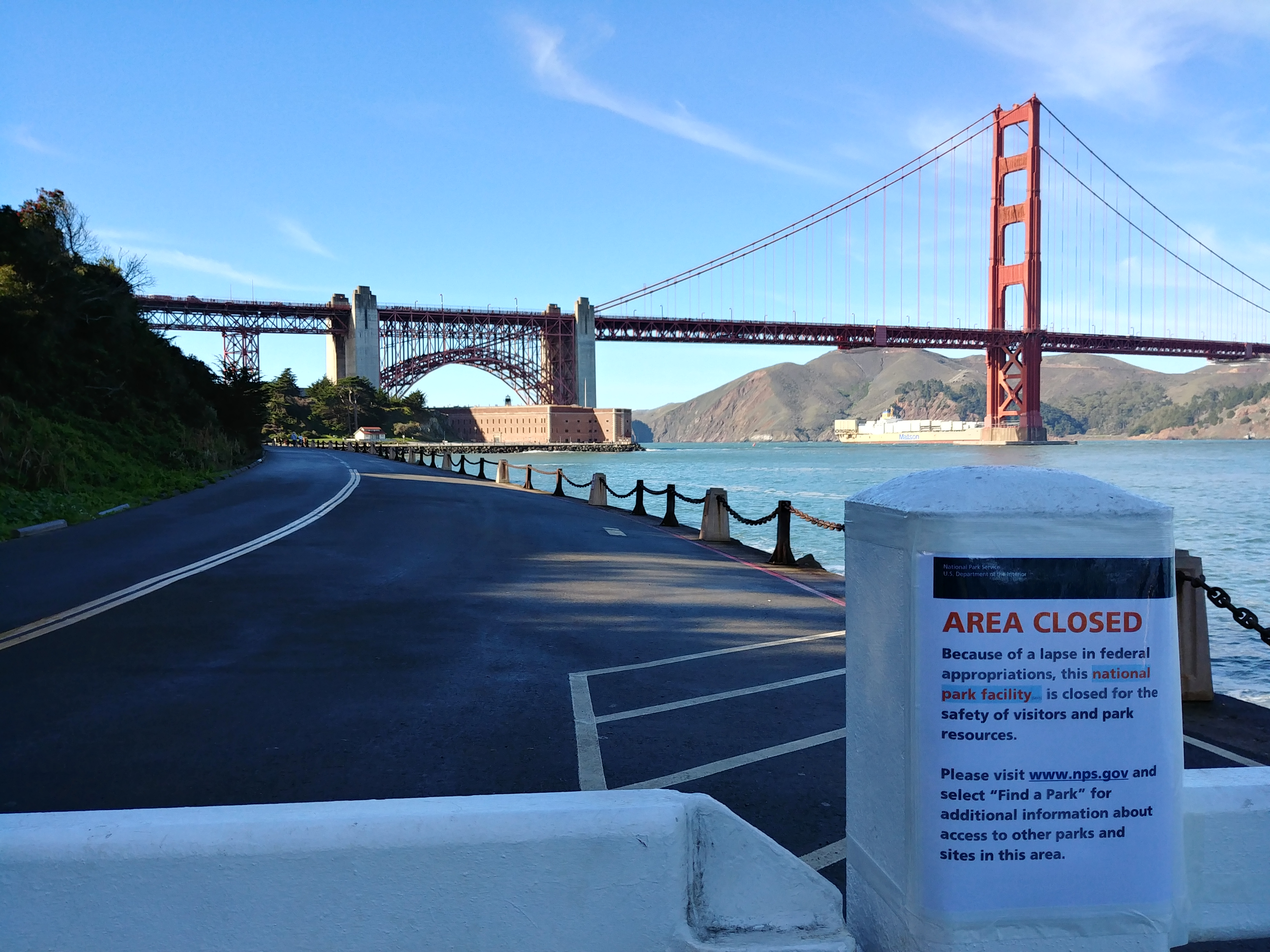
Foto de la carretera a Fort Point con un cartel sobre el cierre del Gobierno en primer plano.

### * Cientos de miles de trabajadores sin paga
Nueve departamentos (equivalentes a ministerios) del gobierno federal se han visto afectados por el cierre parcial, incluidos los de Seguridad Nacional, Justicia, Vivienda, Agricultura, Comercio, Interior y Tesoro

### * Seguridad en el transporte aéreo
Algunos funcionarios de la Agencia de Seguridad en el Transporte (TSA, por sus siglas en inglés) que han estado trabajando sin paga, se están tomando bajas por enfermedad.Esto ha desencadenado la preocupación de que los viajeros se encuentren con largas filas para pasar los controles y que los aeropuertos no tengan suficiente personal para mantener los estándares de seguridad.

### * Parques y museos cerrados: el turismo se resiente
Los parques nacionales y museos conforman otro de los sectores más afectados por el cierre parcial del gobierno. Un tercio de los parques del Servicio de Parques Nacionales (NPS) cerró sus puertas desde el comienzo del cierre.

### * Retrasos en ciencia y salud
Las bajas forzadas de numerosos científicos que trabajan en agencias federales, como la Fundación Nacional Científica, hacen que laboratorios de todo el país estén sufriendo las secuelas.Los investigadores están preocupados por los problemas para acceder a datos federales y ponerse en contacto con los funcionarios que adjudican la financiación de proyectos.

### * Impacto en la agricultura
A causa de la falta de financiación del Departamento de Agricultura, los campesinos de todo el país están teniendo dificultades para optar a ayudas del gobierno.

### * Peligro de desahucio
Actualmente en Estados Unidos hay varios millones de personas que necesitan ayuda para pagar el alquiler y que, con el cierre del gobierno, se enfrentan a un posible desahucio.El Departamento de Vivienda y Desarrollo Urbano ha visto cómo han expirado 1.150 contratos de la administración con caseros que alquilan sus casas a personas con bajos ingresos.

### * Afectaciones en Migración
La fuerza nacional de deportaciones de Donald Trump se suma a la ya larga lista de dependencias y oficinas del gobierno federal estadounidense afectadas por el cierre parcial del gobierno, que arrancó el pasado 22 de diciembre.debido al alto número de detenciones de migrantes que llegan pidiendo asilo en la frontera, la falta de espacios en los centros de detención (el Congreso no ha asignado nuevos fondos) y ahora con el cierre parcial del gobierno, las operaciones de captura se redujeron notablemente. El cierre parcial de la Administración federal en Estados Unidos en diciembre pasado provocó la cancelación de 42.726 audiencias en cortes de inmigración hasta el pasado 11 de enero, según un estudio difundido por una Organización no gubernamental estadounidense.

### * Economía
El actual cierre parcial del gobierno federal estadounidense es ya el más largo en la historia de Estados Unidos y frena cada día un poco más la expansión de la primera economía mundial.Con unos 800.000 empleados afectados, un cuarto de los funcionarios federales, el cierre parcial de la administración cuesta 1.200 millones de dólares por semana a la economía, De seguir así durante dos semanas más, el bloqueo le habrá costado a Estados Unidos tan caro como el muro de 5.700 millones de dólares que el presidente Donald Trump quiere construir en la frontera con México y que los demócratas, que tienen la mayoría en la nueva Cámara de Representantes, se niegan a aprobar. Trump rechaza firmar el presupuesto para financiar el gobierno federal si no se incluyen los fondos para pagar la construcción del muro, y ni él ni los demócratas parecen dispuestos a ceder en este pulso poder en las altas esferas del poder político de los Estados Unidos.

### * Poder Judicial
El Órgano judicial federal estadounidense tiene el objetivo de mantener las operaciones pagadas hasta el 18 de enero de 2019. A falta de financiamiento, el Poder Judicial operará de conformidad con los términos de la Ley de Antideficiencia. Esta Ley no permite que las agencias federales gasten fondos federales antes de una asignación y / o que acepten servicios voluntarios.

## Reacciones

### Protestas

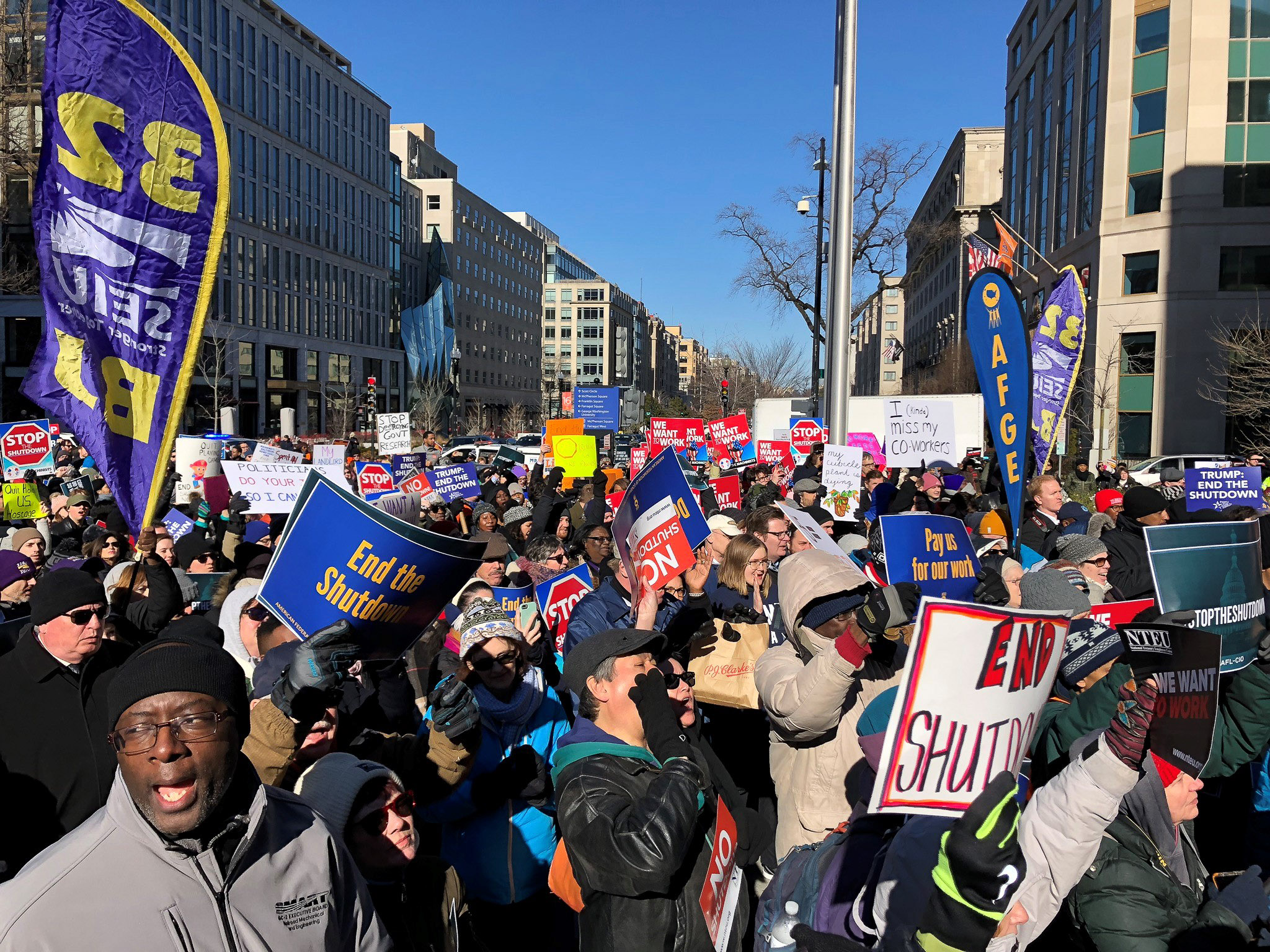
Protestas de servidores públicos estadounidenses en enero de 2019

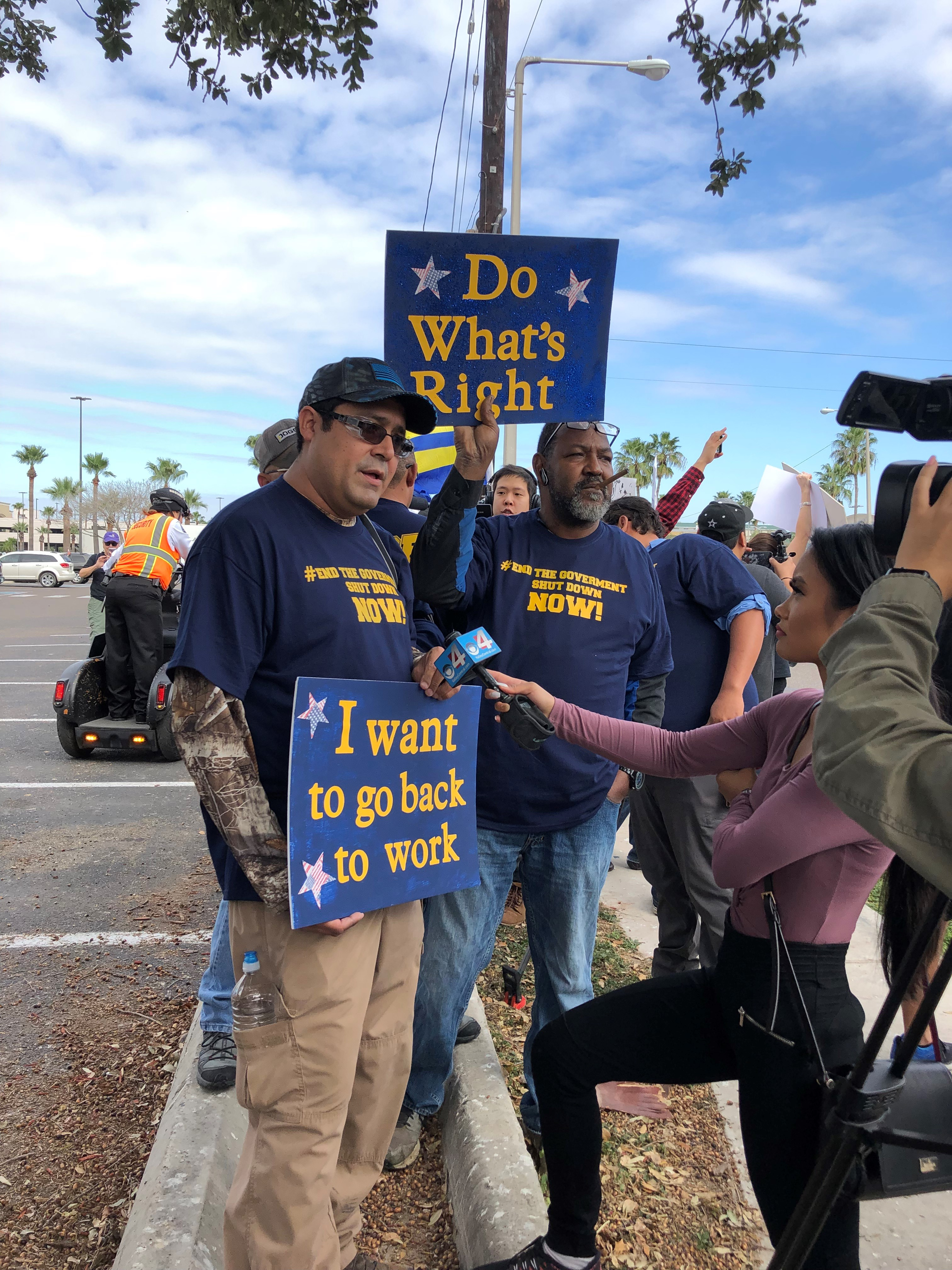
Protestas en MacAllen, Texas

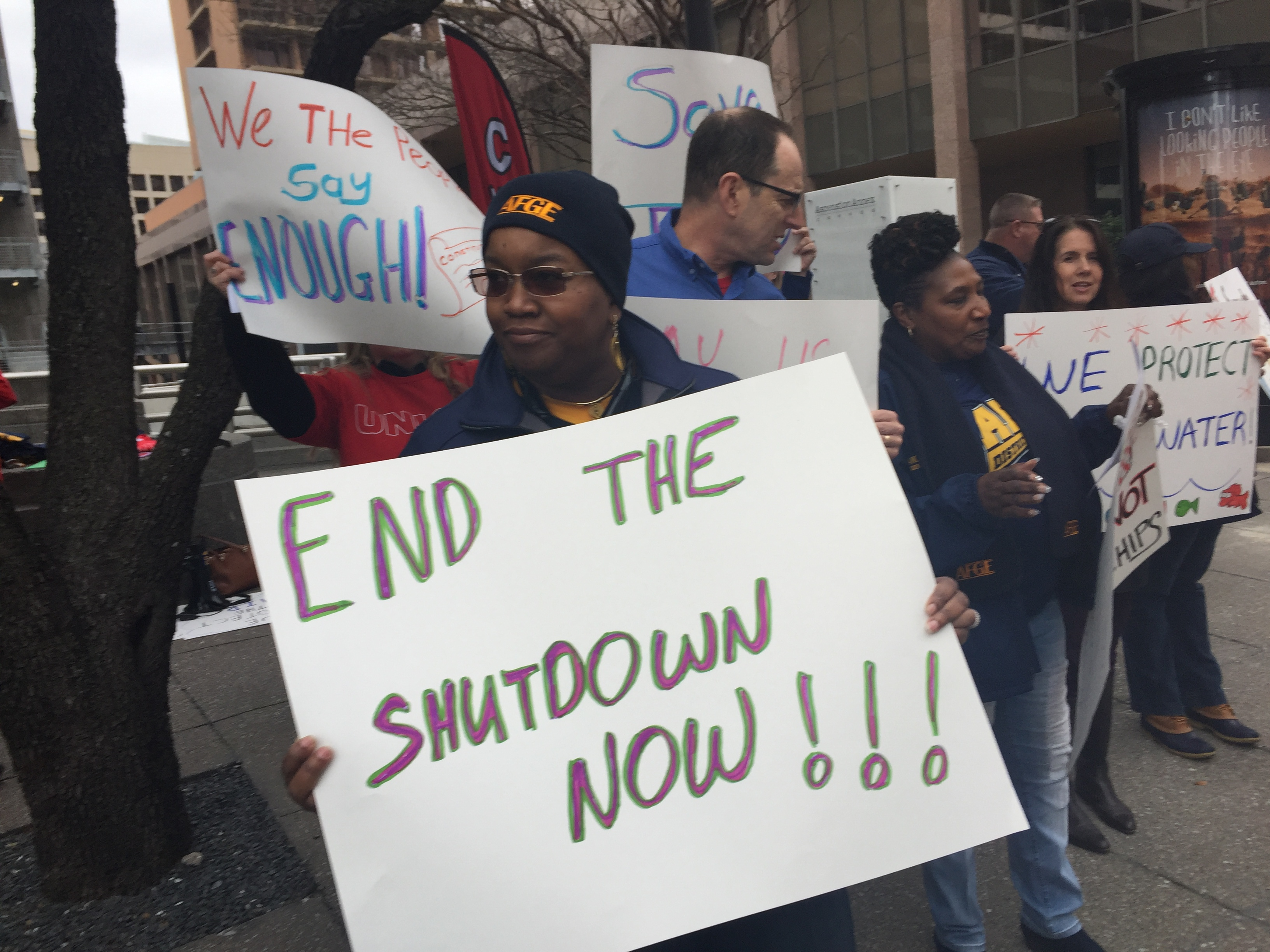
Protestas en Dallas

El 10 de enero, la Federación Americana de Empleados del Gobierno, junto con varios otros sindicatos, anunció planes para protestar por el cierre del gobierno a las 1:00 p. m. EST en Washington, DC. Los líderes de la Federación Nacional de Empleados Federales declararon que habían esperado que llevar a los trabajadores federales a la puerta del Presidente le mostraran que era a los trabajadores individuales que el cierre era el más afectado. Sin embargo, el presidente Trump se había ido a visitar la frontera entre Estados Unidos y México en Texas al comienzo del día.
Protestas similares han tenido lugar en las ciudades de Filadelfia y San Luis, entre otras.
Poco después de las protestas, la Federación Americana de Empleados del Gobierno demandó a la administración de Trump para desafiar los arreglos de trabajo sin remuneración durante el cierre. Una demanda similar se planteó y ganó durante el cierre del gobierno federal de 2013. La Asociación de Controladores de Tránsito Aéreo también ha demandado a la administración de Trump, ya que el cierre supuestamente viola la Ley de normas laborales justas, al no pagar a los trabajadores al menos un salario mínimo durante el cierre.

### Miembros del Congreso que donan o rechazan el salario.
Como los salarios de los miembros del Congreso están escritos en una ley permanente y no se financian con asignaciones anuales, el cierre del gobierno no afecta sus salarios. Por lo tanto, a los senadores y representantes todavía se les pagarán sus salarios quincenales de $ 6,700 hasta al menos $ 174,000 USD al año.
Varios senadores y representantes demócratas dijeron que donarían su salario durante el cierre. La senadora Catherine Cortez Masto indicó que donaría la suya a una organización benéfica de Nevada. La senadora Mazie Hirono donaría su salario a los bancos de alimentos de Hawái La senadora de Massachusetts, Elizabeth Warren, dijo que le daría la suya a la organización sin ánimo de lucro que ayuda a los refugiados HIAS, El congresista de Nueva York, Max Rose, declaró que daría su salario a la caridad y la senadora saliente Heidi Heitkamp de Dakota del Norte se comprometió a la suya, junto con su colega republicano John Hoeven. Sin embargo, el senador republicano Kevin Cramer, quien derrotó a Heidi Heitkamp en las elecciones de mitad de período de 2018, se negó a donar su salario, calificando la maniobra de "truco".
Hasta el 10 de enero de 2019, 71 miembros del Congreso: 13 senadores y 58 representantes, solicitaron al administrador principal de la Cámara de Representantes, Phil Kiko, que retuviera su paga o anunciaron que planean donarlo a varias organizaciones benéficas o causas.

### Davos
El presidente Donald Trump canceló el viaje de la delegación estadounidense al Foro Económico de Davos debido al cierre parcial de la administración gubernamental que va por su día 26.

### Pizzas y Hamburguesas
El mandatario de Estados Unidos, Donald Trump, organizó un banquete de comida rápida en la Casa Blanca porque, debido al cierre parcial de gobierno, no hay personal en la residencia presidencial que se encargue de la cocina.El gobernante estadounidense dio la bienvenida a los ganadores del campeonato nacional de fútbol americano Universitario, el equipo Clemson Tigers, con más de 300 hamburguesas así como con papas fritas y pizzas. Se dice que el pagó la cuenta.

### Opinión Publica
En enero de 2019, una encuesta de CNN realizada por SSRS encontró que más del 56% del público que responde respondió que se oponen a un muro, mientras que el 39% lo favorece y el 45% considera que la situación en la frontera es una crisis. Según se informa, los números son muy similares a los de la encuesta en diciembre de 2018, pero una encuesta posterior de ABC News mostró que a medida que el cierre parcial entró en su cuarta semana, el apoyo para la construcción de un muro aumentaba. Una encuesta realizada a través de YouGov entre el 23 y el 25 de diciembre de 2018 informó que el 51% de los encuestados pensaba que Trump merecía "mucho" de la culpa, el 44% creía que eran demócratas en el Congreso y el 39% pensaba en republicanos en el Congreso. Una encuesta realizada entre el 21 y el 25 de diciembre por Reuters / Ipsos en la que el 47% de los encuestados dijo que el cierre fue culpa del presidente y el 33% culpó a los demócratas del Congreso.
El 27 de diciembre de 2018, se informó que el índice de aprobación de Trump de los votantes registrados era del 39%, con un 56% de desaprobación. Sin embargo, la clasificación desglosada se dividió en líneas partidistas, con los republicanos informando una tasa de aprobación del 80%, mientras que los demócratas e independientes informaron una calificación de desaprobación del 90% y 57%, respectivamente. La encuesta se realizó a través de Morning Consult entre el 21 y el 23 de diciembre. La encuesta también informó que el 43% de los encuestados culpó a Trump por el cierre, el 31% culpó a los demócratas en el Congreso y el 7% a los republicanos en el Congreso. Otra encuesta realizada en The New York Times Upshot / Siena College informó que el 89% de los puntos de vista de los votantes sobre Trump y el muro estaban alineados, lo que sugiere que el apoyo al muro era simplemente una función del apoyo a Trump.
Una encuesta del Washington Post-ABC News publicada el 13 de enero de 2019 encontró que un gran número de estadounidenses culpan a Trump y a los republicanos del Congreso que a los demócratas del Congreso por el cierre.
Una encuesta de PBS NewsHour-Marist encontró que el 15 de enero de 2019, la mayoría de los estadounidenses pensaron que el presidente Trump era el culpable del cierre.

## Récord
Al entrar en su día 22, el ‘shutdown’ de la administración de Donald Trump superó el registro más extenso, que era de Bill Clinton. La medida responde al desacuerdo entre el presidente y los demócratas por la financiación del muro fronterizo.Una vez que el calendario marcó el 12 de enero de 2019, el cierre parcial de la administración de Donald Trump se convirtió en el ‘shutdown’ más largo de la historia de Estados Unidos, superando el registro de 21 días alcanzado durante el mandato de Bill Clinton entre el 16 de diciembre de 1995 y el 6 de enero de 1996. 55 días fue la duración de este Cierre del Gobierno de los Estados Unidos, el más largo de la historia.

## Fin
El día 25 de enero de 2018, Donald Trump firmó el proyecto que fue aprobado en el Senado y la Cámara de Representantes que garantizaba fondos hasta el 15 de febrero. posteriormente el Congreso de los Estados Unidos, el día 12 de febrero de 2018 aprobó una ley para evitar nuevamente el cierre del gobierno federal y que La Casa Blanca anunció que Trump ratificará el proyecto, que incluye 1.375 millones de dólares para el muro, lejos de los 5.700 que le exigía al Congreso. Se indicó además que el Presidente de los Estados Unidos Donald Trump decretara la emergencia nacional para financiar la construcción del Muro Fronterizo en la parte sur del país,pese a la oposición del Congreso.

### Advertencia
EL Departamento de Justicia advirtió a la Casa Blanca que es muy probable que la declaración de emergencia nacional por parte del presidente Donald Trump para asegurar presupuestos para construir el muro fronterizo será bloqueada en el Órgano Judicial Estadounidense.